# Hendrik Kubbinga
Henderikus Andreas (Hendrik) Kubbinga (Groningen, 25 april 1876- Laren (Noord-Holland), 28 januari 1937) was een Nederlandse bas.
Hij was zoon van slager Gregorius Joannes Kubbinga en Elisabet Margaretha Durville. Hij trouwde zelf met Aaltje Burg.
Hij kreeg zijn muziekopleiding aan het Conservatorium van Amsterdam van Cornélie van Zanten, die zij naar Berlijn volgde. Hij leerde er tevens zijn vrouw kennen.
Hij voegde zich bij de Hollandsche Opera van Desiré Pauwels, Bart Kreeft en Martin Heuckeroth. Hij trad veelvuldig op als concertzanger in Nederland en Duitsland. Hij zong ook bij Co-opera-tie en bij de Madrigaal Vereeniging van Sem Dresden. Hij zou in de termijn 1908 tot 1925 in meer dan 31 opera’s zingen binnen de NV Nederlandsche Opera en Operette, Muzikale Kring Utrecht, De Nederlandsche Opera, Nationale Opera NV en De Co-opera-tie. Rondom 1927 trok hij zich terug uit de zangwereld.
Het echtpaar vormde enige tijd samen met Jac. van Kempen en Jacoba Dhont het Amsterdamsch Vocaal Kwartet. Hij was betrokken bij tien optredens van het Concertgebouworkest met dirigenten als Willem Mengelberg, Johan Wagenaar en Evert Cornelis.  
Het echtpaar woonde in de jaren dertig kinderloos aan de Tafelbergweg te Laren.